# Province de Cosenza
Pour les articles homonymes, voir Cosenza (homonymie).
La province de Cosenza (en italien : provincia di Cosenza) est une province italienne, située dans la région de Calabre. Sa capitale est Cosenza.

## Géographie

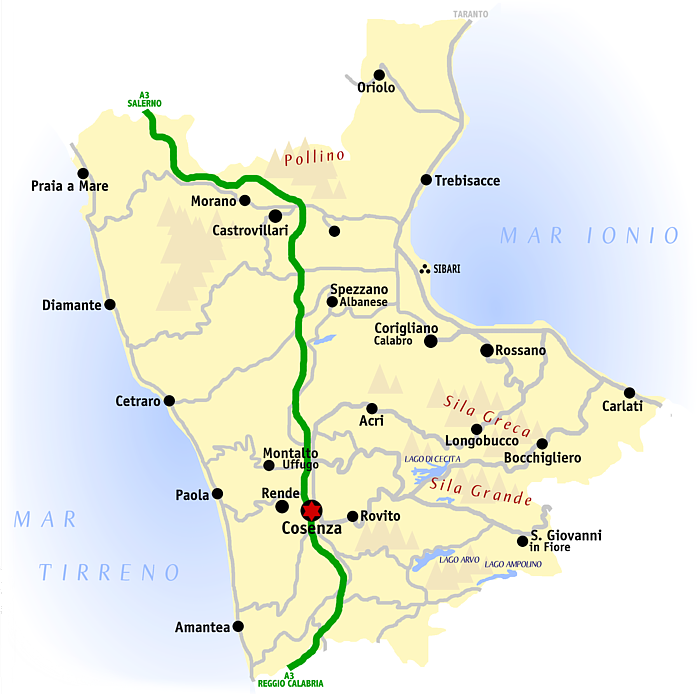

Elle borde la région de la Basilicate au nord, la mer Ionienne à l'est, la province de Crotone et la province de Catanzaro au sud et la mer Tyrrhénienne à l'ouest.
À l'est, la province donne sur le golfe de Corigliano, en mer Ionienne.

### Principales villes
Acri, Altomonte, Amantea, Belmonte Calabro, Bocchigliero, Cassano all'Ionio, Castrovillari, Cetraro, Corigliano Calabro, Diamante, Morano Calabro, Paola, Praia a Mare, Spezzano della Sila, Verbicaro.

## Histoire
Les premières traces d’occupation humaine dans la région datent du début du Paléolithique. Ces sites incluent la grotte du Romito à Papasidero, qui comprend des peintures murales de bovidae.

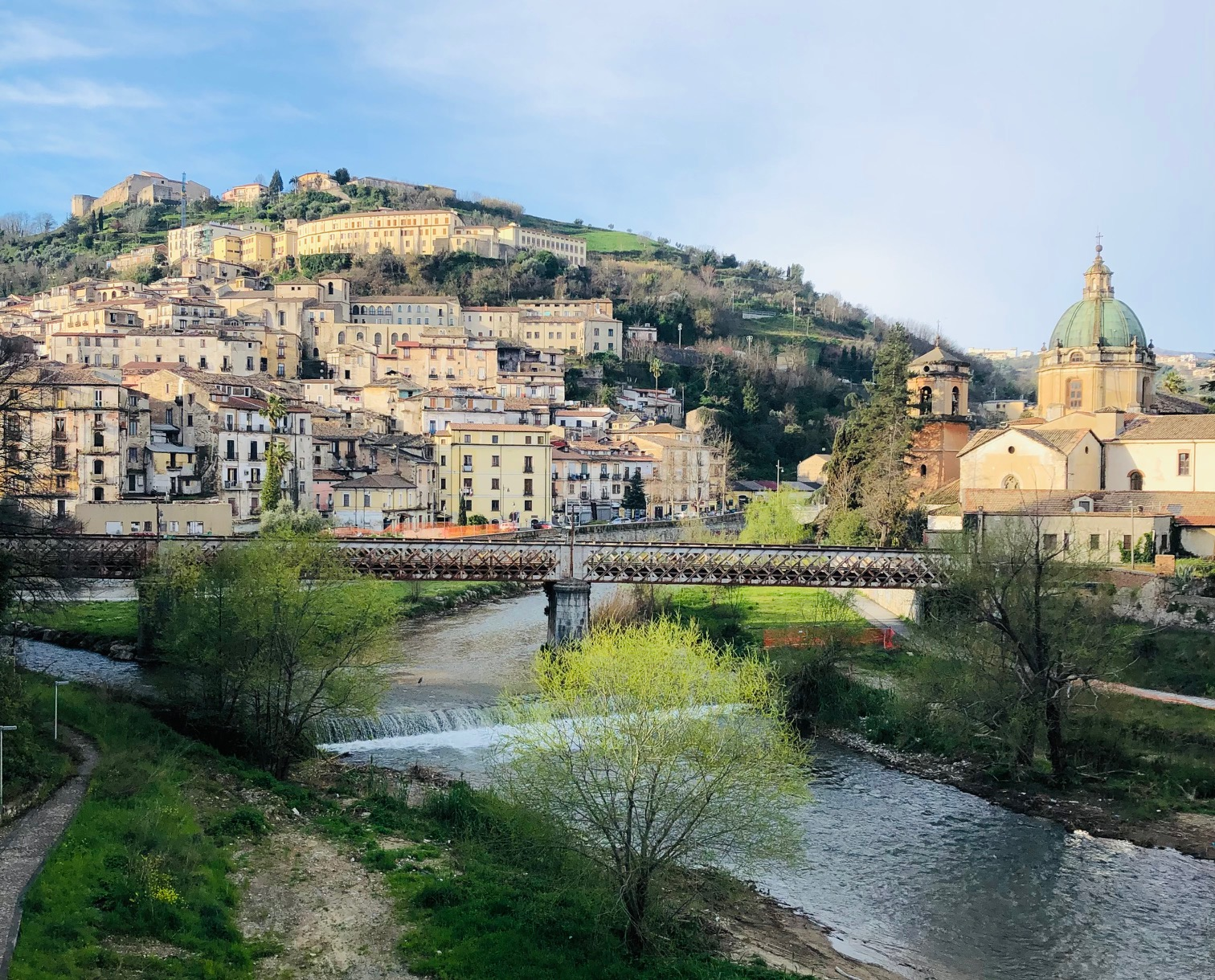
Cosenza

Cosenza a commencé comme une colonie de la tribu italique des Bruttiens et est devenue leur capitale avant que les Romains n'envahissent la région. La ville fut conquise par les Romains en 204 av. J.-C. et fut nommée Cosentia. À partir du VIIIe siècle av. J.-C., la zone provinciale actuelle est devenue une partie de ce qu'on appelle la Grande Grèce. Les villes grecques, dont Sybaris (en grec ancien : Σύβαρις / Súbaris) et Pandosia Bruzia (it) (Πανδοσία), étaient pour la plupart situées sur la zone côtière et au pied du massif du Pollino.
Le roi des Wisigoths Alaric Ier a conquis la région au cours des dernières étapes de l'Empire romain d'Occident et, selon la légende, Alaric Ier serait enterré à Cosenza avec un grand trésor. Plus tard, Cosenza tomba sous la domination de l'Empire byzantin pendant une brève période, avant d'être conquise par les Lombards, dans le cadre du duché de Bénévent. Roger II de Sicile en fit la capitale de la Calabre citérieure au XIIe siècle.
À l'époque moderne, faisant partie du royaume de Naples et plus tard du royaume des Deux-Siciles, la province restait principalement une zone rurale consacrée à l'agriculture et à l'élevage. La féodalité n'a été abolie qu'au XIXe siècle. La région fut également le siège de plusieurs formes de brigandage au cours des siècles.

## Lieux d'intérêt et monuments

### Architecture religieuse
- Abbaye de Sambucina (XIIe siècle)

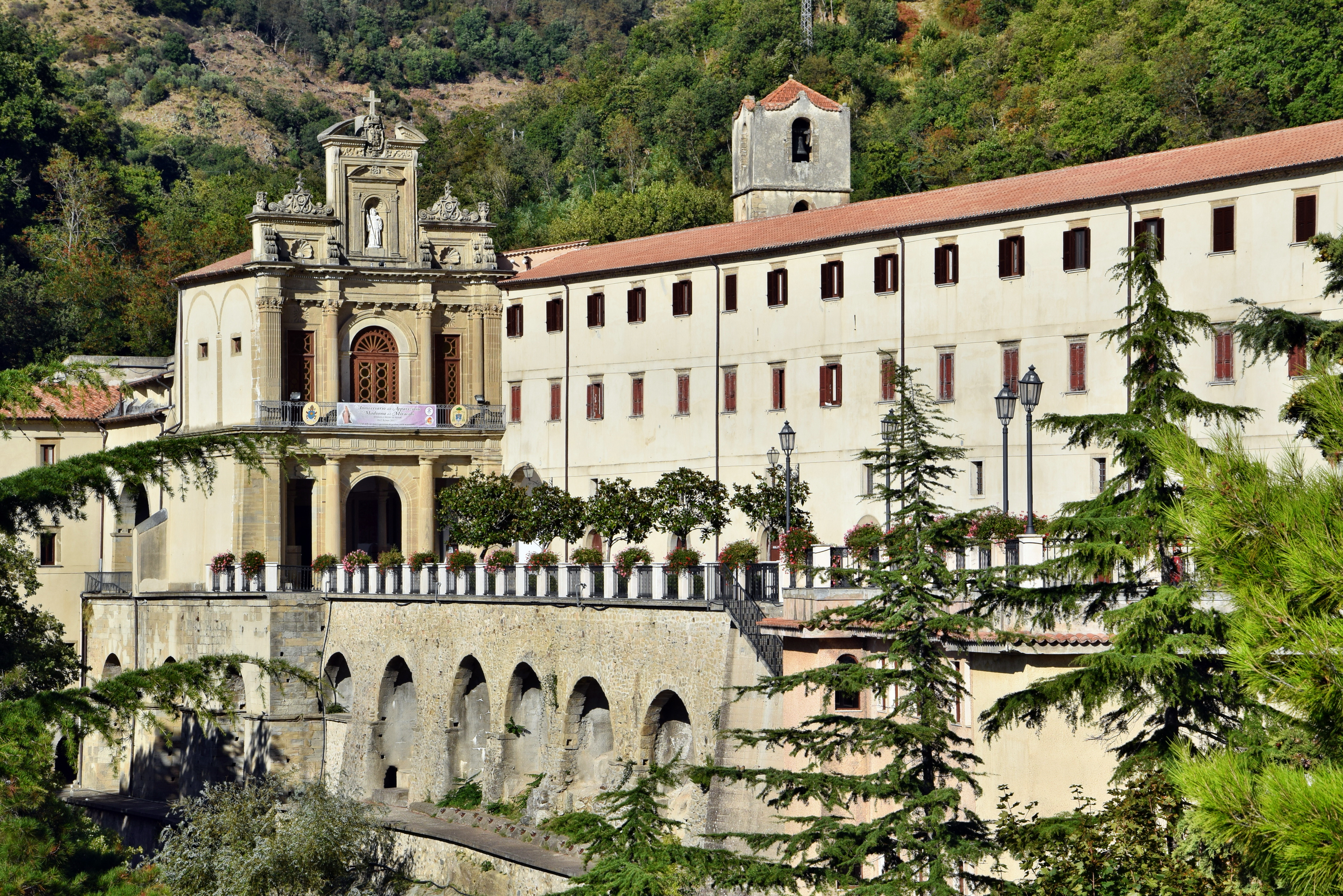
Sanctuaire Saint-François-de-Paule

- Abbaye Santissima Trinità del Legno (XIIe siècle)
- Cathédrale de Bisignano
- Cathédrale de Cariati
- Cathédrale de Cassano allo Ionio
- Cathédrale de Cosenza (XIIIe siècle)
- Cathédrale de Lungro
- Cathédrale de Rossano (XIe siècle)
- Cathédrale de San Marco Argentano (XIe siècle)
- Église Sainte-Marie-de-la-Consolation d'Arcavacata
- Sanctuaire Saint-François-de-Paule (XVIe siècle)

### Architecture militaire
- Castrum Petrae Roseti (XIe siècle)

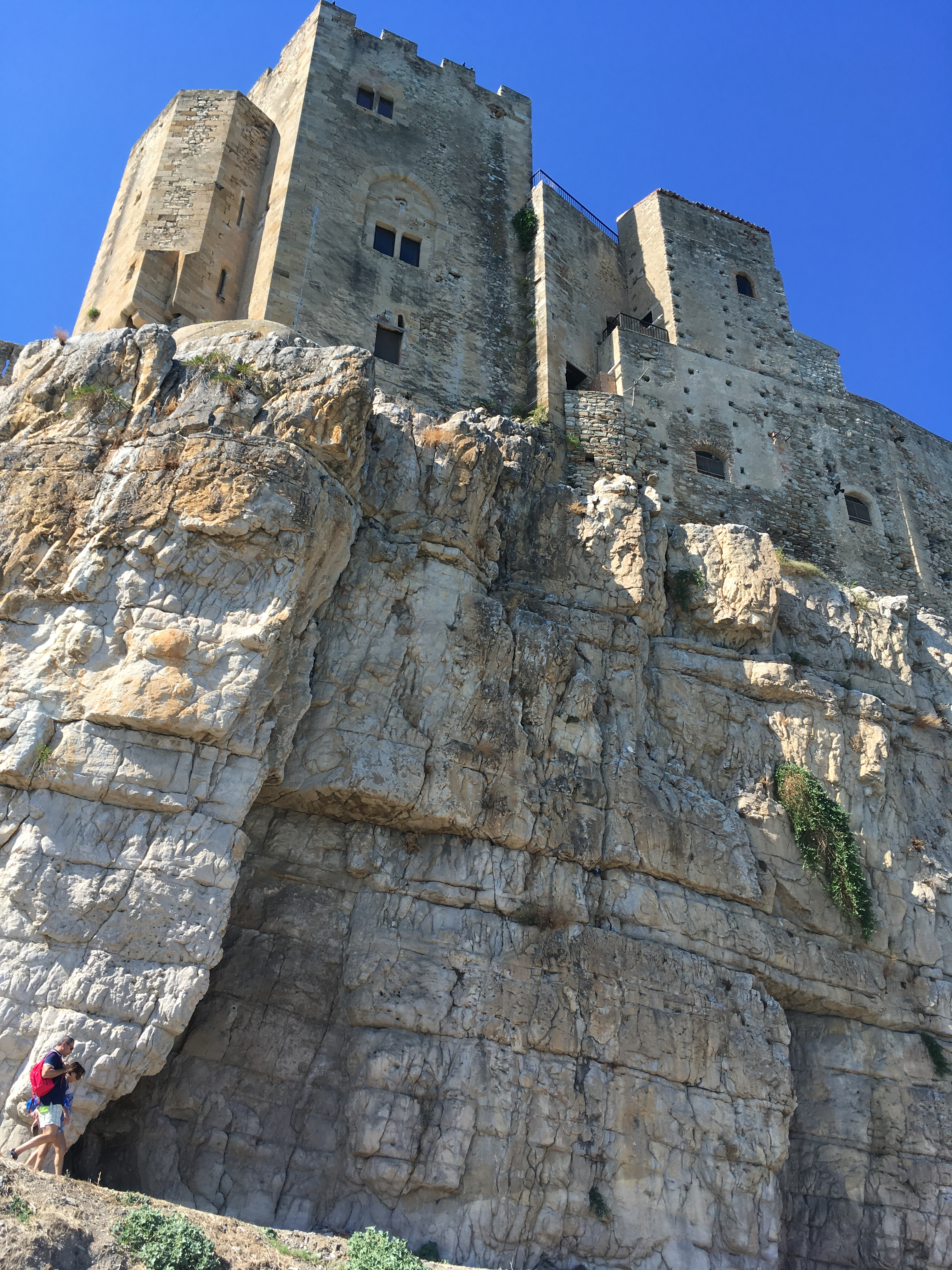
Castrum Petrae Roseti

- Château normand-souabe (XIe siècle)
- Château de Scalea (XIe siècle)
- Château de Scribla (XIe siècle)
- Château ducal de Corigliano Calabro (XIe siècle)
- Château normand de Rende (XIe siècle)
- Château de Belmonte Calabro (XIIIe siècle)
- Château della Valle de Fiumefreddo Bruzio (XIIIe siècle)
- Château souabe de Rocca Imperiale (XIIIe siècle)
- Tour Mordillo, tour de guet du (XIe siècle)
- Tour Talao, tour côtière du XVIe siècle

### Sites archéologiques
- Parc archéologique des Sybaris
- Parc archéologique de la villa romaine de Larderia à Roggiano Gravina
- zone archéologique de Laos, près de Marcellina, hameau de Santa Maria del Cedro
- Grotte du Romito à Papasidero : grotte préhistorique avec des gravures datant du Paléolithique.
- Site archéologique de Blanda, avec quelques ruines d'un village d'origine du peuple des Œnôtres, à la périphérie de Tortora.

## Nature
La province de Cosenza abrite sur son territoire deux parcs nationaux et 11 espaces naturels protégés :
- Le parc national du Pollino, la plus grande zone protégée italienne, située à la frontière entre la Basilicate et la Calabre
- Le parc national de la Sila, créé en 2002, occupe une partie des trois sila (grecque, grande et petite), englobant les territoires des provinces de Cosenza, Catanzaro et Crotone
- Réserve naturelle Goliath Corvo
- Réserve naturelle des Goles du Raganello
- Réserve naturelle de la Gallopane
- Réserve naturelle des Géants de Sila
- Réserve naturelle Iona Serra della Guardia
- Réserve naturelle Macchia della Giumenta-San Salvatore
- Réserve naturelle de Serra Nicolino Piano d'Albero
- Réserve naturelle Tasso Camigliatello Silano
- Réserve naturelle de Trenta Coste
- Réserve naturelle de la vallée du fleuve Argentino
- Réserve naturelle de la vallée du fleuve Lao

Enfin il existe également une réserve naturelle régionale qui est la réserve naturelle de Tarsia.

## Économie
La production viticole n'excelle que dans certaines zones provinciales, notamment entre la vallée de Crati et Savuto.